# Out of Time (R.E.M.-album)
 For alternative betydninger, se Out of Time. (Se også artikler, som begynder med Out of Time)
Out of Time er det syvende studiealbum af det alternative rockband R.E.M., og blev udgivet på Warner Bros. Records i 1991. Med Out of Time voksede R.E.M.'s status fra at være et kultband til et stort internationalt navn. Albummet toppede albumhitlisterne i både USA og Storbritannien, og var den amerikanske albumchart i 109 uger i træk, og nåede to gange at toppe listen. Det tilbragte 183 uger på de britiske hitlister og havde en enkelt uge som #1. Albummet solgte mere end 4,5 mio. eksemplarer i USA alene, og over 18 mio. eksemplarer på verdensplan.. Albummet vandt tre Grammy Awards: en som Best Alternative Music Album, og to for den første single, "Losing My Religion", der også blev en af bandets mest populære sange.

## Detaljer
Out of Time kombinerer elementer fra pop, folkmusik og klassisk musik som på deres forrige album Green, med nye elementer af country som fortsatte i det efterfølgende album Automatic for the People, der udkom i 1992.
Efter udgivelsen af "Losing My Religion", som blev R.E.M.'s største hit i USA, blev Out of Time gruppens første album, der toppede albumhitlisterne i USA og Storbritannien. Bandet tog ikke på turne i forbindelse med udgivelsen.
I Tyskland, er det gruppens bedst sælgende album, med mere end 1,25 mio. solgte eksemplarer og fem gange guld.
Out of Time var det første R.E.M.-album, der blev udgivet på Compact Disc, hvilket kom inklusive albumnoter og potkort. I Spanien blev der afholdt en konkurrence til albummet coveret af en limited edition-udgave. Vinderen blev et abstrakt Oliemaleri.

## Spor
Alle sange skrevet og komponeret af Bill Berry, Peter Buck, Mike Mills and Michael Stipe. 
| 1. | "Radio Song" (feat. KRS-One) | 4:12 |
| 2. | "Losing My Religion"         | 4:26 |
| 3. | "Low"                        | 4:55 |
| 4. | "Near Wild Heaven"           | 3:17 |
| 5. | "Endgame"                    | 3:48 |

| 6.  | "Shiny Happy People" | 3:44 |
| 7.  | "Belong"             | 4:03 |
| 8.  | "Half a World Away"  | 3:26 |
| 9.  | "Texarkana"          | 3:36 |
| 10. | "Country Feedback"   | 4:07 |
| 11. | "Me in Honey"        | 4:06 |